# Nikolái Kradin

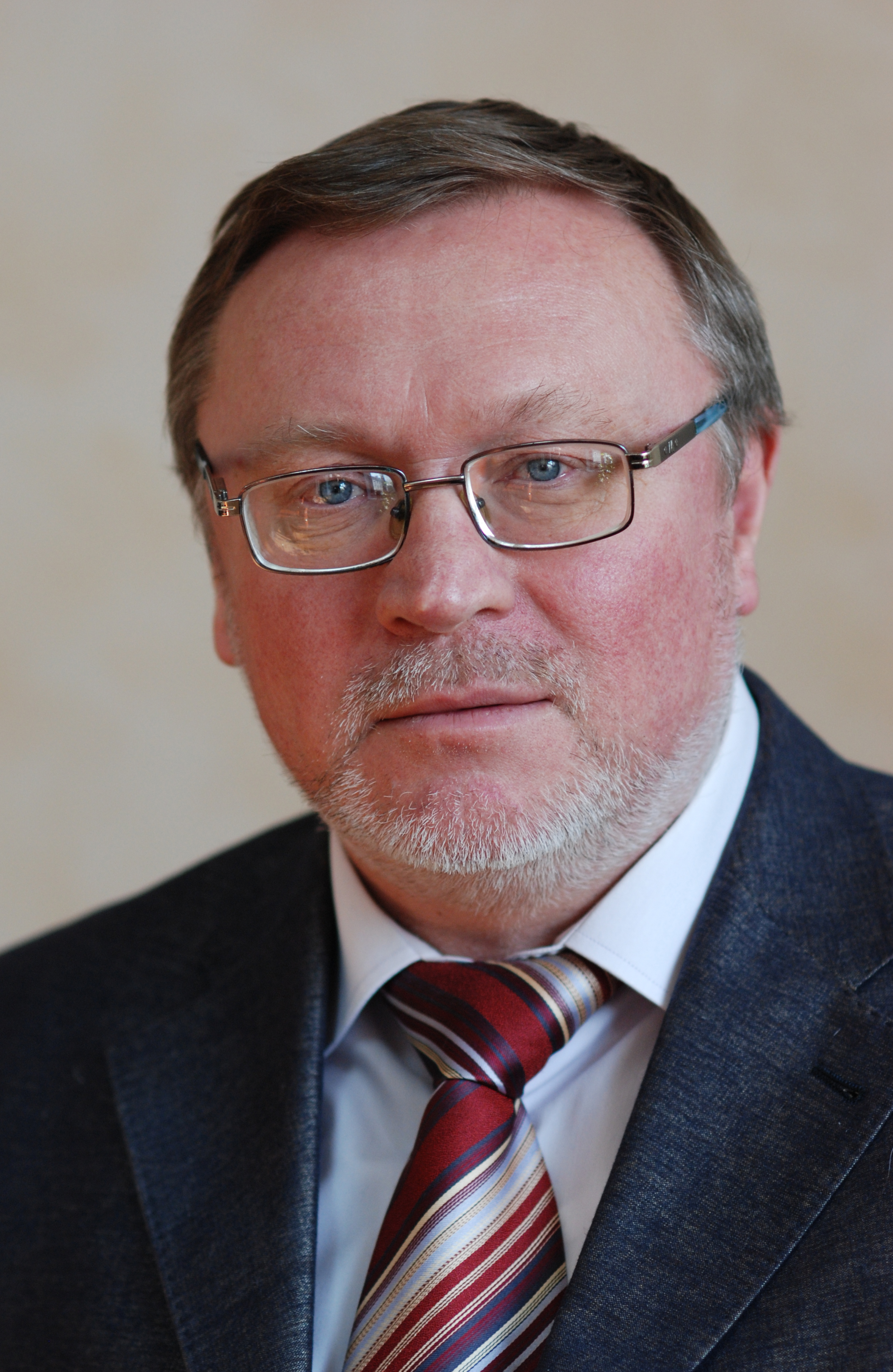
Nikolay Kradin

Nikolay Nikolaevich Kradin (en ruso: Крадин Николай Николаевич; nació en Onokhoy, Buriatia, Rusia SFSR el 17 de abril de 1962) es un antropólogo y arqueólogo ruso. Desde 1985 ha sido becario de Investigación del Instituto de Historia, Arqueología y Etnología, en la Rama del Lejano Oriente de la Academia de Ciencias de Rusia en la ciudad de Vladivostok. Fue director y profesor del Departamento de Antropología Social en  la Universidad Técnica Nacional (1999 - 2011), y también Director y profesor del Departamento de Historia del Mundo, Arqueología y Antropología en la Universidad Federal (2011 - 2016). Miembro correspondiente de la Academia de Ciencias de Rusia (2011).

## Educación
- B.A., M.A. Irkutsk State University, 1985
- Ph.D., Institute of History, Archaeology and Ethnology, Far East Branch of the Russian Academy of Sciences in Vladivostok, 1990
- Dr.Sc., Institute of Oriental Studies (St.Petersburg Branch), Russian Academy of Sciences, 1999

## Contribuciones principales
Las principales contribuciones de Nikolay Kradin pertenecen a los siguientes campos:
- Antropología e historia social de los nómadas de Eurasia;
- Antropología política y teoría de la formación del Estado;
- Arqueología social de las culturas del este y del interior de Asia;

Entre otras cosas, Kradin ha demostrado que una alternativa al Estado parece estar representada por los cacicazgos supercomplejos creados por algunos nómadas de Eurasia: el número de niveles estructurales dentro de tales jefaturas parece ser igual, o incluso exceder a aquellas que están dentro del estado promedio, pero tienen un tipo de organización política y liderazgo político completamente diferente; ese tipo de entidades políticas no parecen haber sido creadas por los agricultores.
- Arqueología social de los imperios nómadas.

Kradin ha escrito más de 11 libros y 400 artículos sobre sus intereses de investigación. Estos incluyen Sociedades nómadas (1992 en ruso), Imperio Xiongnu (1966, 2001, 2002 en ruso), Antropología política (2001, 2004, 2010, 2011 en ruso), Imperio de Gengis Khan (en coautoría con T.Skrynnikova, 2006 en ruso), Nómadas de Eurasia (2007 en ruso), Nómadas del interior de Asia en transición (2014), Historia del Khitans Empire Liao (en coautoría con AL Ivliev, 2014 en ruso).

## Selección de recientes publicaciones en inglés
- Alternatives of Social Evolution: An Introduction // Alternatives of Social Evolution. Ed. by N.Kradin, A.Korotayev, Dmitri Bondarenko, V.de Munck, V.Lynsha et al. Vladivostok: Dal'nauka, 2000. P. 27–89.
- Kradin, Nikolay N. 2000. Nomadic Empires in Evolutionary Perspective. In Alternatives of Social Evolution. Ed. by N.N. Kradin, A.V. Korotayev, Dmitri Bondarenko, V. de Munck, and P.K. Wason (p. 274-288). Vladivostok: Far Eastern Branch of the Russian Academy of Sciences; reprinted in: The Early State, its Alternatives and Analogues. Ed. by Leonid Grinin et al. (р. 501-524). Volgograd: Uchitel', 2004.
- Kradin, Nikolay N. 2002. Nomadism, Evolution, and World-Systems: Pastoral Societies in Theories of Historical Development. Journal of World-System Research 8: 368-388.
- Kradin, Nikolay N. 2003. Nomadic Empires: Origins, Rise, Decline. In Nomadic Pathways in Social Evolution. Ed. by N.N. Kradin, Dmitri Bondarenko, and T. Barfield (p. 73-87). Moscow: Center for Civilizational Studies, Russian Academy of Sciences.
- Kradin, Nikolay N. 2006. Archaeological Criteria of Civilization. Social Evolution & History 5: 89-108.
- Kradin, Nikolay N. 2006. Cultural Complexity of Pastoral Nomads. World Cultures 15: 171-189.
- Kradin, Nikolay N., Skrynnikova Tatiana D. 2006. Why do we call Chinggis Khan's Polity 'an Empire'. Ab Imperio 2006 (1): 89-118.
- Kradin, Nikolay N. 2008. Structure of Power in Nomadic Empires of Inner Asia: Anthropological Approach. In: Hierarchy and Power in the History of Civilizations: Ancient and Medieval Cultures. Ed. By L.E.Grinin, D.D.Beliaev, and A.V.Korotayev. Moscow: URSS, 2008, p. 98-124.
- Kradin, Nikolay N. 2008. Early State Theory and the Evolution of Pastoral Nomads. Social Evolution & History 7 (1): 107-130.
- Kradin, Nikolay N. 2008. Transformation of Peasant Pastoralism among the Aginsky Buryats, end of XX – Beginning of XXI Centuries. In: Proceedings of the International Conference "Dialog between Cultures and Civilizations: Present State and Perspectives of Nomadism in a Globalizing World. Ed. by J. Janzen and B. Enkhtuvshin. Ulán Bator, 2008: 153-158.
- Kradin, Nikolay N. 2009. State Origins in Anthropological Thought. Social Evolution & History 8 (1): 25-51.
- Kradin, Nikolay N., Skrynnikova Tatiana D. 2009. "Stateless Head": Notes on Revisionism in the Studies of Nomadic Societies. Ab Imperio 2009 (4): 117-128.
- Kradin, Nikolay N. 2010. Between Khans and Presidents. Anthropology of Politics in Post-Soviet Central Asia. Social Evolution & History  9 (1): 150-172.
- Kradin, Nikolay N. 2011. A Panorama of Social Archaeology in Russia. In: Comparative Archaeologies: A Sociological View of the Science of the Past. Ed. by L.R. Lozny. New York: Springer, 2011: 243-271.
- Kradin, Nikolay N. 2011. Post-Soviet Power in Anthropological Perspective. In: State, Society, and Transformation. Ed. by B. A. Mitchneck. Washington, D.C.: Woodrow Wilson International Center for Scholars, 2011: 50-76.
- Kradin, Nikolay N. 2011. Stateless Empire: The Structure of the Xiongnu Nomadic Super-Complex Chiefdom. In: Xiongnu Archaeology: Multidisciplinary Perspectives of the First Steppe Empire in Inner Asia. Ed. by U. Brosseder and B. Miller. Bonn: Rheinische Friedrich-Wilhelms-Universitat Bonn, 2011: 77-96 (Bonn Contributions to Asian Archaeology, Vol. 5).
- Kradin, Nikolay N. 2013. Chinggis Khan, World System Analysis and Preindustrial Globalization. Entelequia. Revista Interdisciplinar, No 15: 169-188.
- Kradin, Nikolay N. 2013. Criteria of Complexity in Evolution: Cross-Cultural Study in Archaeology of Prehistory. Social Evolution & History12 (1): 28-50.
- Kradin, Nikolay N. 2014. Nomadic Empires in Inner Asia. In: Complexity of Interaction Along the Eurasian Steppe Zone in the First Millennium CE. Ed. by J.Bemmann, and M.Schmauder. Bonn: Rheinische Friedrich-Wilhelms-Universitat Bonn, 2015: 11-48 (Bonn Contributions to Asian Archaeology, Vol. 5).
- Kradin, Nikolay N. 2014. Nomads of Inner Asia in Transition. Moscow: URSS. ISBN 978-5-396-00632-4.
- Kradin, Nikolay N. 2015.The Ecology of Inner Asian Pastoral Nomadism. In: The Ecology of Pastoralism. Ed. By N. Kardulias. Boulder: University Press of Colorado: 41-70.
- Kradin, Nikolay N. 2015. Mongols Empire and Debates of the Nomadic State Origins. In: ‘My Life is like the Summer Rose’, Maurizio Tosi e l’Archeologia come modo di vivere/ Papers in honour of Maurizio Tosi for his 70th birthday. Ed. by C.C. Lamberg-Karlofsky, B. Genito and B. Cerasetti. Oxford: Archaeopress (BAR International Series S2690): 369-375.
- Kradin, Nikolay N. 2016. Archaeology of Deportation: Eurasian Steppe Example. In: Central Eurasia in the Middle Ages. Studies in Honour of Peter B. Golden. Ed. by I.Zimonyi and O.Karatay. Wiesbaden: Harrassowitz Verlag: 209-219.

## Leer también
- Dmitri Bondarenko, Leonid Grinin, and Andrey Korotayev. Alternative Pathways of Social Evolution. Social Evolution & History 1/1: 63-66 (assessment of Kradin's findings).